# Yolande II av Nevers
Yolande II av Nevers, död 1280, var regerande grevinna av Nevers 1262–1280. Hon var grevinna av Flandern 1271–1280, gift med greve Ludvig II av Flandern. 